# Poggio Imperiale (település)
Poggio Imperiale község (comune) Olaszország Puglia régiójában, Foggia megyében.

## Fekvése
A Tavoliere delle Puglie északi részén, a Lesina-tótól délre fekszik.

## Története
1759-ben alapította Placido Imperiale herceg. A lakosság számának növelése érdekében albánokat telepített le a településen. 1816-ig Lesina része volt, ezt követően önálló község.

## Népessége
A lakosság számának alakulása:

## Főbb látnivalói
- San Nazario Martire-templom
- San Placido Martire-templom
- Piazza Placido Imperiale a település főtere
- Sacro Cuore di Gesù-templom